# Tanneron
Tanneron – miejscowość i gmina we Francji, w regionie Prowansja-Alpy-Lazurowe Wybrzeże, w departamencie Var.
Według danych na rok 1990 gminę zamieszkiwało 1157 osób, a gęstość zaludnienia wynosiła 22 osoby/km² (wśród 963 gmin regionu Prowansja-Alpy-W. Lazurowe Tanneron plasuje się na 355. miejscu pod względem liczby ludności, natomiast pod względem powierzchni na miejscu 137.).